# Дихлориддииодид олова(IV)
Дихлориддииоди́д о́лова(IV) — неорганическое соединение,
двойная соль олова, соляной и иодистоводородной кислот
с формулой SnI2Cl2,
красная жидкость,
растворяется в холодной воде, реагирует с горячей.

## Получение
- Действие иода на хлорид олова(II):

{\displaystyle {\mathsf {SnCl_{2}+I_{2}\ \xrightarrow {} \ SnI_{2}Cl_{2}}}}

## Физические свойства
Дихлориддииодид олова(IV) образует красную жидкость.
Растворяется в холодной воде, реагирует с горячей.
Растворяется в бензоле, сероуглероде, хлороформе.